# R Aquarii
R Aquarii (R Aqr) – gwiazda zmienna położona w gwiazdozbiorze Wodnika odległa o około 700 lat świetlnych od Ziemi.
R Aquarii jest gwiazdą symbiotyczną składającą się z białego karła i gwiazdy zmiennej typu Mira, która jest czerwonym olbrzymem. Zmienność czerwonego olbrzyma została odkryta po raz pierwszy przez Karla Hardinga w 1810 roku. Biały karzeł przyciąga grawitacyjnie materię czerwonego olbrzyma, część z tej materii jest czasami przez niego odrzucana tworząc pętle materii oplatające gwiazdy.
Mgławica otaczająca R Aquarii znana jest także jako Cederblad 211, być może jest pozostałością po podobnym wybuchu do wybuchu nowej zaobserwowanym przez japońskich astronomów w roku 930 naszej ery.